# Fageråsen
Fageråsen este o arie protejată (arie specială de conservare — SAC, sit de importanță comunitară — SCI) din Suedia întinsă pe o suprafață de 291,4 ha, integral pe uscat.

## Localizare
Centrul sitului Fageråsen este situat la coordonatele 62°47′58″N 17°05′18″E / 62.7994°N 17.0884°E.

## Înființare
Situl Fageråsen a fost declarat sit de importanță comunitară în decembrie 1995 pentru a proteja 2 specii de animale. Situl a fost protejat și ca arie specială de conservare în martie 2011.

## Biodiversitate
Situată în ecoregiunea boreală, aria protejată conține 6 habitate naturale: Mlaștini împădurite, Lacuri și iazuri distrofice naturale, Păduri caducifoliate de mlaștină fino-scandinave, Taiga vestică, Turbării Aapa, Mlaștini turboase de tranziție și turbării mișcătoare.
La baza desemnării sitului se află mai multe specii protejate de  nevertebrate (2): Stephanopachys linearis, Stephanopachys substriatus.